# فن المحبة
فن المحبة هو كتاب صدر عام 1956 للمحلل النفسي والفيلسوف الاجتماعي إريك فروم. نشر في الأصل كجزء من سلسلة وجهات نظر العالم التي حررتها روث ناندا أنشين. في هذا العمل، يطور فروم وجهة نظره حول الطبيعة البشرية من أعماله السابقة، الهروب من الحرية والإنسان لنفسه - المبادئ التي أعاد النظر فيها في العديد من أعماله الرئيسية الأخرى.

## لمحة عن الكاتب
في عام 1930، تم تجنيد فروم في مدرسة فرانكفورت من قبل ماكس هوركهايمر. لعب فروم دورًا مركزيًا في التطوير المبكر للمدرسة. ترك المدرسة في أواخر الثلاثينيات، بعد تدهور «مرير ومثير للجدل» في علاقته بهوركهايمر وثيودور أدورنو. في عام 1956، وهو العام الذي صدر فيه كتاب فن المحبة، تدهورت علاقة فروم مع هربرت ماركوزه، وهو أيضًا عضو في مدرسة فرانكفورت. نشرت Dissent مناظرة بين الاثنين، وعلى الرغم من أن العلماء اللاحقين قد اعتبروا أن حجج ماركوز أضعف من حجج فروم، إلا أن ماركوز تم استقباله بشكل أفضل خلال حياته، وتضررت سمعة فروم في الأوساط اليسارية بشكل دائم.